# Agios Theodoros (Tiliria)
Agios Theodoros era un pueblo turcochipriota situado en la región Tylliria / Dillirga, a dos kilómetros del pueblo de Piyenia. Su nombre significa "San Teodoro" en griego. Los turcos-chipriotas adoptaron el nombre alternativo de Bozdağ en 1959, que literalmente significa "montaña de color pardo."

## Conflicto Intercomunal

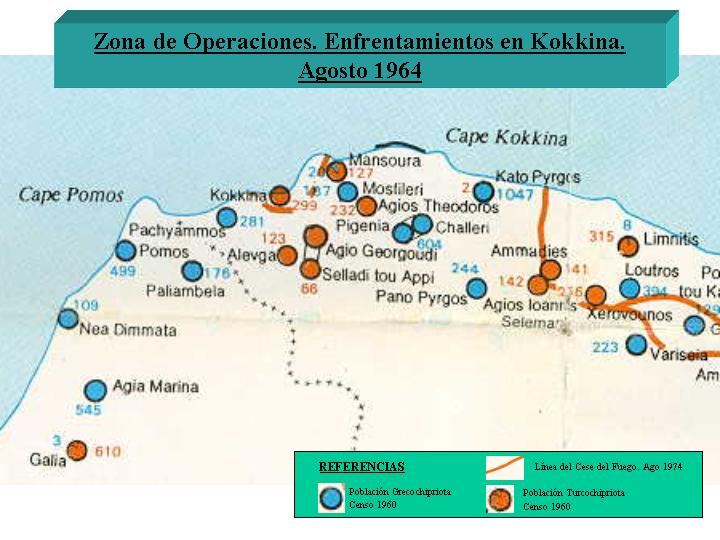
Kokkina. Composición étnica de las localidades de los alrededores - 1960

De 1891 a 1960, el pueblo solo fue habitado por los turco-chipriotas (a excepción de 2 GkCyp). Aunque la población ha fluctuado en las primeras décadas del siglo XX, aumentó constantemente, pasando de 162 personas en 1891 a 232 en 1960.
Todos los habitantes turco-chipriotas de Agios Theodoros / Bozdağ fueron desplazados en 1964. El pueblo fue evacuado por UNFICYP en agosto de 1964, cuando la zona estaba siendo atacada por tropas del general Grivas durante el enfrentamiento de Kokkina. 
La mayoría de los turcochipriotas de Agios Theodoros / Bozdağ buscaron refugio en los enclaves turcochipriotas de Kokkina / Erenköy y Limnitis / Yeşilırmak. Se quedaron en Kokkina hasta 1976, cuando fueron una vez más movidos a la parte turca de la isla, a Yialousa / Yenierenköy, un pueblo de la península de Karpasia / Karpaz. Algunos otros decidimos quedarnos en Limnitis / Yeşilırmak, mientras que otros se trasladaron a Nicosia (074) .

## Población actual
El pueblo ha permanecido abandonado desde 1964; la totalidad de sus casas y los edificios están en ruinas.